# 장기창
장기창(張基昌, 일본식 이름: 長田基昌나가타 기쇼, 1895년 2월 18일 ~ 1952년 2월 29일)은 일제강점기의 관료로, 본적은 서울특별시 종로구 가회동이다.

## 생애
1914년 경성고등보통학교 본과를 졸업했다. 1915년 조선총독부 총독관방 총무국 총무과 판임관 견습, 조선총독부 속(屬)으로 재직했고 1916년부터 1920년까지 조선총독부 내무부 속(屬)으로 재직했다. 1920년 9월 14일 전라남도 광양군수로 임명되었으며 1923년 3월 30일부터 1924년 2월 23일까지 전라남도 여수군수를 역임했다. 1924년 2월 22일 고등관 6등에 서위되었다.
1924년 2월 호남은행 순천지점 지배인으로 선임되었으며 1929년 5월부터 1931년 8월까지 호남은행 본점 총무부 조사과장으로 재직했다. 1931년 7월부터 1932년까지 황해도 내무부 지방과 촉탁으로 재직했고 황해도 옹진군수(1933년 3월 25일 임명)와 황해도 송화군수(1934년 12월 12일 임명), 황해도 신천군수(1937년 7월 3일 임명), 황해도 재령군수(1939년 7월 26일 임명), 황해도 연백군수(1940년 11월 29일 임명)를 역임했다.
황해도 신천군수와 재령군수 재직 시절 군용물자 공출, 시국강연회 개최, 국방사상 보급, 국채 소화 및 저축 장려, 군인 유가족 위문, 국방헌금 및 애국기 헌납자금 모금에 나서는 등 중일 전쟁에 적극 협력했으며 1939년 5월 19일 일본 정부로부터 훈6등 서보장을 받았다. 황해도 연백군수 재직 시절 연백군민들을 상대로 모금한 160,000원(애국기 헌납자금 75,000원, 위문금 5,000원, 항공기 건조비 80,000원)을 일본 육군과 해군에 헌납하여 태평양 전쟁에 적극 협력했고 1943년 11월 11일 일본 정부로부터 훈5등 서보장을 받았다.
1943년 8월 18일 평안북도 참여관 겸 도사무관, 산업부장으로 임명되었으며 평안북도 임금위원회 위원(1943년 9월 7일 임명), 평안북도 농상부장(1943년 12월 1일 임명), 조선식량영단 평안북도지부 감리관(1943년 12월 9일 임명)을 역임했다. 1944년 9월 20일 조선철도간선긴급증강경성지방연락부(朝鮮鐵道幹線緊急增强京城地方連絡部) 간사로 선임되었으며 1945년 광복 때까지 고등관 3등과 종5위에 서위되었다. 친일파 708인 명단의 경시 부문, 조선총독부 사무관 부문, 도 참여관 부문, 민족문제연구소의 친일인명사전 수록자 명단의 관료 부문, 친일반민족행위진상규명위원회가 발표한 친일반민족행위 705인 명단에 포함되었다.

## 참고자료
- 친일반민족행위진상규명위원회 (2009). 〈장기창〉. 《친일반민족행위진상규명 보고서 Ⅳ-15》. 서울. 298~306쪽.